# Ezgi Eyüboğlu

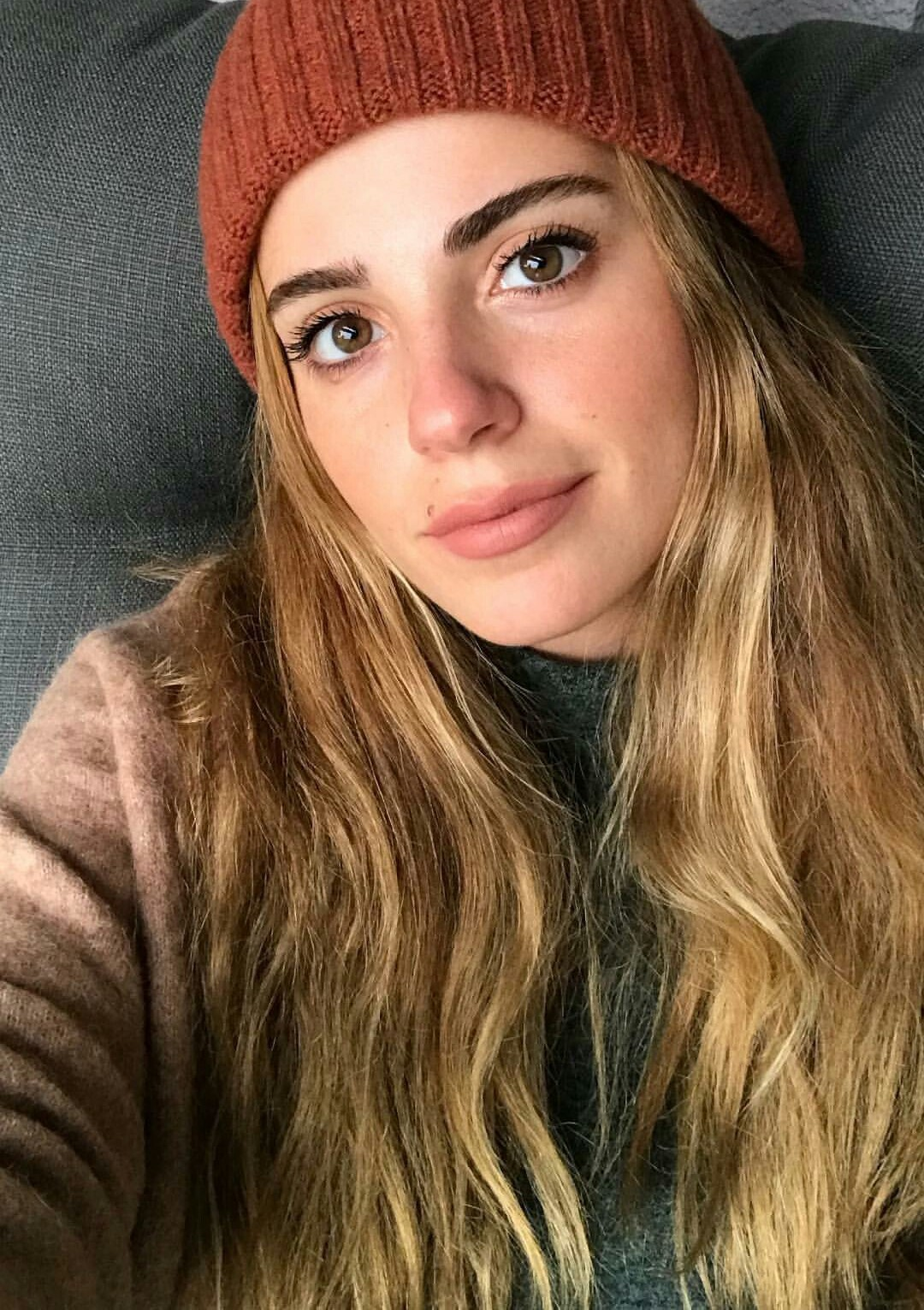
Ezgi Eyüboğlu

Ezgi Eyüboğlu (* 15. Juni 1988 in Istanbul) ist eine türkische Schauspielerin.

## Leben und Karriere
Eyüboğlu wurde am 15. Juni 1988 in Istanbul geboren. Eyüboğlus Vater arbeitet in der Bank und ihre Mutter ist Chemielehrerin. Die Verwandten ihres Großvaters väterlicherseits sind Bedri Rahmi Eyüboğlu und Sabahattin Eyüboğlu. Ihre Familie mütterlicherseits sind albanische Einwanderer. Sie studierte an der Istanbul Universität. Danach setzte Eyüboğlu ihr Studium an der Bahçeşehir Universität fort.
Ihr Debüt gab sie 2011 in der Fernsehserie Kalbim Seni Seçti. 2012 trat sie in Muhteşem Yüzyıl auf. Anschließend bekam Eyüboğlu eine Rolle in der Serie Sudan Bıkmış Balıklar. Von 2013 bis 2014 spielte sie in İntikam mit. 2014 trat sie in den Serien Yasak und Ulan Istanbul auf. 2015 bekam Eyüboğlu eine Rolle in Adı Mutuluk. Danach spielte sie in Payitaht Abdülhamid mit. Unter anderem trat sie 2018 in dem Film Yol Arkadaşım 2 auf.

## Privates
Am 14. Mai 2016 heiratete Eyüboğlu Kaan Yıldırım in der Esma Sultan Yalısı. Das Ehepaar ließ sich jedoch am 26. Juni 2019 scheiden.

## Filmografie
Filme
- 2017: Aşkın Gören Gözlere İhtiyacı Yok
- 2018: Yol Arkadaşım 2

Serien
- 2011: Kalbim Seni Seçti
- 2012: Muhteşem Yüzyıl
- 2012: Sudan Bıkmış Balıklar
- 2013–2014: İntikam
- 2014: Yasak
- 2014: Ulan Istanbul
- 2015: Adı Mutluluk
- 2017–2018: Payitaht Abdülhamid
- 2019: Bir Aile Hikayesi
- 2021–2022: Teşkilat